# Wolfram von Richthofen
Wolfram Freiherr von Richthofen (Gut Barzdorf bij Striegau, Silezië (later Strzegom (Polen)), 10 oktober 1895 - Bad Ischl (Oostenrijk), 12 juli 1945) was een Duits oorlogsvlieger. Deze neef van de Rode Baron Manfred von Richthofen boekte veel successen als Luftwaffe-piloot voor nazi-Duitsland in de Tweede Wereldoorlog.
In de Eerste Wereldoorlog was Von Richthofen huzaar, maar de Luftstreitkräfte (de Duitse luchtmacht van toen) lag hem beter en hij behaalde enkele successen. Na de Eerste Wereldoorlog studeerde hij techniek.
Toen de Luftwaffe werd hervormd in 1923, nam Von Richthofen opnieuw dienst, en kreeg een hoge rang. Van 1929 tot 1933 was hij militair attaché in Rome, waarna hij opnieuw bij de Luftwaffe terechtkwam.
In 1936 ging Von Richthofen naar Spanje met het Legioen Condor, om Francisco Franco te helpen met de Spaanse Burgeroorlog. In 1938 werd hij bevorderd tot Generalmajor (Brigadegeneraal). Hij werd onderscheiden met het Spanjekruis in Goud met Zwaarden en Briljanten.
Toen de Tweede Wereldoorlog begon in Polen, had Von Richthofen de leiding over het achtste Luftwaffe corps en bombardeerde Warschau. Ook betekende hij veel voor de Blitzkrieg in de Sovjet-Unie. Hij heeft ook in België, Frankrijk en Griekenland gevlogen.
In 1943 besloot Adolf Hitler Von Richthofen tot Generaal-veldmaarschalk te bevorderen, de hoogste rang in de Duitse militaire hiërarchie. Von Richthofen was de jongste militair met deze rang.
In 1944 bleek Von Richthofen een hersentumor te hebben en ging uit het leger. Op 12 juli 1945 stierf hij in een Amerikaans interneringskamp in Bad Ischl aan de gevolgen van deze tumor.

## Militaire loopbaan
- Fähnrich: 22 maart 1913[4][5]
- Leutnant: 19 juni 1914[4][5]
- Tijdelijk Oberleutnant: 29 februari 1920[5]
- Ontslag uit de Deutsches Heer: 29 februari 1920
- Heringetreden met de rang van Leutnant: 1 november 1923[5]
- Oberleutnant: 31 juli 1925[4][5]
- Hauptmann: 1 februari 1929[4][5]
- Major: 1 juni 1934[4][5]
- Oberstleutnant: 20 april 1936[5] - april 1937[4]
- Oberst: 23 januari 1938[4][5]
- Generalmajor: 1 november 1938[4][5]
- General der Flieger: 19 juli 1940[4][5]
- Generaloberst: 1 februari 1942[4][5]
- Generalfeldmarschall: 16 februari 1943[4][5]

## Decoraties
- Ridderkruis van het IJzeren Kruis (nr.31) op 17 mei 1940 als Generalmajor en Bevelvoerende Generaal van het VIII. Fliegerkorps[4][5][6][7]
- Ridderkruis van het IJzeren Kruis met Eikenloof (nr. 26) op 17 juli 1941 als General der Flieger en Bevelvoerende Generaal van het VIII. Fliegerkorps[4][5][7]
- IJzeren Kruis 1914, 1e Klasse (juni 1918) en 2e Klasse (21 september 1914)[4][5]
- Herhalingsgesp bij IJzeren Kruis 1939, 1e Klasse (25 september 1939) en 2e Klasse (12 september 1939)[4][5][6]
- Mouwband Kreta[4][5]
- Militär-Flugzeugführer-Abzeichen[5]
- Erekruis voor de Wereldoorlog[4][5][6]
- Gezamenlijke Piloot-Observatiebadge in Goud met Diamanten[4][5][6]
- Medaille voor de Spaanse Burgeroorlog 1936-1939[4][5][6]
- Pilot Badge (Spanje)[4][5]
- Militaire Medaille (Spanje) met Diamanten op 6 juni 1939[4][5][6]
- Spanjekruis in goud met Zwaarden en Diamanten op 6 juni 1939 (uitgereikt door Reichsmarschall Göring)[4][5][6]
- Oorlogs-herinneringsarmband "Jagdgeschwader Freiherr von Richthofen nr.1 1917/1918"[5]
- Medaille Winterschlacht im Osten 1941/42[4][5][6]
- Krimschild[4][5][6]
- Mouwband Afrika[5][6]
- Orde van Michaël de Dappere, 2e Klasse (15 februari 1943) en 3e Klasse (29 juli 1942)[5][6]
- Dienstonderscheiding van Leger en Marine, (25  dienstjaren)[4][5][6]
- Hij werd meerdere malen genoemd in het Wehrmachtsbericht. Dat gebeurde op:[5]
- 20 juni 1940[5][6][8]
- 21 oktober 1941[5][6][9]
- 19 mei 1942[5][6][10]
- 20 mei 1942[5][6][11]
- 2 juli 1942[5][6][12]
- 12 augustus 1942[5][6][13]
- 20 maart 1943[5][6][14]

Werner von Blomberg · Hermann Göring · Walther von Brauchitsch · Albert Kesselring · Wilhelm Keitel · Günther von Kluge · Wilhelm Ritter von Leeb · Fedor von Bock · Wilhelm List · Erwin von Witzleben · Walter von Reichenau · Erhard Milch · Hugo Sperrle · Gerd von Rundstedt · Erwin Rommel · Georg von Küchler · Erich von Manstein · Friedrich Paulus · Ewald von Kleist · Maximilian von Weichs · Ernst Busch · Wolfram von Richthofen · Walter Model · Ferdinand Schörner · Robert von Greim · Eduard von Böhm-Ermolli (titulair)
- Biblioteca Nacional de España: XX4881642
- Bibliothèque nationale de France: cb15951746x (data)
- Gemeinsame Normdatei: 129413232
- International Standard Name Identifier: 0000 0000 4829 6307
- Library of Congress Control Number: n2008024560
- Nationale Bibliotheek van Israël: 987007311487505171
- Nationale Bibliotheek van Polen: a0000002773109
- Nederlandse Thesaurus van Auteursnamen: 243215177
- Système universitaire de documentation: 146473450
- Virtual International Authority File: 18302099
- WorldCat: E39PBJpv6hcGt6cRhbGBMRfjG3